# Lotta ai XII Giochi panafricani
Le competizioni di lotta ai XII Giochi panafricani di Rabat 2019 si sono svolte dal 19 al 31 agosto 2019 alla Salle Omnisport di El Jadida, in Marocco.

## Nazioni partecipanti
- Algeria
- Burkina Faso
- Burundi
- Rep. Centrafricana
- Rep. del Congo
- Ciad
- Camerun
- RD del Congo
- Egitto
- Guinea-Bissau
- Guinea
- Costa d'Avorio
- Kenya
- Madagascar
- Mauritius
- Mauritania
- Marocco
- Namibia[1]
- Nigeria[2]
- Senegal
- Sierra Leone
- Sudan
- Tunisia[2]

## Podi

### Uomini
| Evento                   | Oro                                 | Argento                             | Bronzo                                                   |
| Lotta libera             |                                     |                                     |                                                          |
| fino a 57 kg (dettagli)  | Abdelhak Kherbache                  | Ebikweminmo Welson                  | Szakir Ansari Dżamal Abd an-Nasir Hanafi Muhammad        |
| fino a 65 kg (dettagli)  | Amas Daniel                         | Mbunde Cumba Mbali                  | Kaireddine Ben Telili Amr Rida Ramadan Husajn            |
| fino a 74 kg (dettagli)  | Ogbonna John                        | Sami Hamdi Amin Rabi                | Maher Ghanami Jean Bernard Diatta                        |
| fino a 86 kg (dettagli)  | Ayoub Barraj                        | Fatih Bin Faradżallah               | Cedric Abossolo Chalid Masud Isma’il Ahmad al-Mutamadawi |
| fino a 97 kg (dettagli)  | Husam Muhammad Mustafa Mirghani     | Soso Tamarau                        | Aron Isomi Mbo Mohamed Fardj                             |
| fino a 125 kg (dettagli) | Chalid Umar Zaki Muhammad Abd Allah | Sinivie Boltic                      | Anas al-Mukabbir                                         |
| Lotta greco-romana       |                                     |                                     |                                                          |
| fino a 60 kg (dettagli)  | Hajsam Mahmud                       | Fu’ad Fadżdżari                     | Abdennour Laouni                                         |
| fino a 67 kg (dettagli)  | Muhammad Ibrahim as-Sajjid Ibrahim  | Soleymen Nasr                       | Abdelmalek Merabet                                       |
| fino a 77 kg (dettagli)  | Abdelkrim Ouakali                   | Muhammad Ihab Muhammad Dahab Chalil | Zijad Ajt Ikram                                          |
| fino a 87 kg (dettagli)  | Bachir Sidazara                     | Mohamed Missaoui                    | Muhammad Mustafa Mutawalli Tochukwu Okeke                |
| fino a 97 kg (dettagli)  | Adam Budżamalin                     | Noureldin Hassan                    | Aron Isomi Mbo                                           |
| fino a 130 kg (dettagli) | Abdellatif Mohamed                  | Amine Guennichi                     | Hamza Haloui                                             |

### Donne
| Evento                  | Oro                | Argento                  | Bronzo                                  |
| Lotta libera            |                    |                          |                                         |
| fino a 50 kg (dettagli) | Mercy Genesis      | Sara al-Hamidi           | N’de Yapi Hala Wa’il Imbabi Ahmad       |
| fino a 53 kg (dettagli) | Joseph Essombe     | Bose Samuel              | Fatin al-Hammami                        |
| fino a 57 kg (dettagli) | Odunayo Adekuoroye | Iman Isam Dżauda Ibrahim | Noelle Mbouma Siwar Bousetta            |
| fino a 62 kg (dettagli) | Aminat Adeniyi     | Berthe Etane             | Fatoumata Camara                        |
| fino a 68 kg (dettagli) | Blessing Oborududu | Anta Sambou              | Blandine Ngiri Samar Amir Ibrahim Hamza |
| fino a 76 kg (dettagli) | Blessing Onyebuchi | Amy Youin                | Muna Rida Abd al-Chalik Ahmad           |

## Medagliere
La nazione ospitante è evidenziata.
| #  | Nazione        | Oro | Argento | Bronzo | Totale |
| -- | -------------- | --- | ------- | ------ | ------ |
| 1  | Nigeria        | 7   | 4       | 1      | 12     |
| 2  | Egitto         | 5   | 4       | 7      | 16     |
| 3  | Algeria        | 4   | 1       | 4      | 9      |
| 4  | Tunisia        | 1   | 4       | 4      | 9      |
| 5  | Camerun        | 1   | 1       | 2      | 4      |
| 6  | Marocco        | 0   | 1       | 3      | 4      |
| 7  | Costa d'Avorio | 0   | 1       | 1      | 2      |
| 7  | Senegal        | 0   | 1       | 1      | 2      |
| 9  | Guinea-Bissau  | 0   | 1       | 0      | 1      |
| 10 | RD del Congo   | 0   | 0       | 2      | 2      |
| 11 | Rep. del Congo | 0   | 0       | 1      | 1      |
| 11 | Guinea         | 0   | 0       | 1      | 1      |
|    | Totale         | 18  | 18      | 27     | 63     |